# Martín de Azpilcueta
Martín de Azpilcueta Jaureguízar, C.R.S.A., conocido también como el Doctor Navarrus (Barásoain, Reino de Navarra, 13 de diciembre de 1492-Roma, 21 de junio de 1586) fue un sacerdote, teólogo, filósofo y economista navarro.

Navarra me engendró; Castilla la Nueva me educó en Alcalá; Francia me hizo hombre; Castilla la Vieja me ensalzó en Salamanca; Portugal me honró y esclareció [...] Finalmente [...] vine a Italia, la más escogida tierra del mundo entero, y resido en la madre y maestra del orbe, Roma.
Carta apologética al Virrey Alburquerque, 1570.

## Biografía
Martín de Azpilcueta [también Azpilicueta] y Jaureguízar nació en el seno de una familia noble agramontesa de ascendencia baztanesa. Hijo de Martín de Azpilcueta y de María de Jaureguízar, oriundos de los palacios de sus apellidos situados en el valle de Baztán. Era primo segundo de María Azpilcueta Aznárez de Sada, casada con Juan de Jasso Atondo, es decir, los padres de Francisco de Jasso y Azpilcueta.
Estudió Gramática en Navarra; entre 1509 y 1516 estudia Artes, Filosofía y Teología en la Universidad de Alcalá, fundada por el cardenal Cisneros, de aquí pasó a estudiar Derecho Canónico en la Universidad de Toulouse, la más famosa en aquel tiempo para el estudio de esta disciplina. En 1518 obtuvo la cátedra de Cánones de dicha universidad a la edad de 26 años, impartiendo clases en dicha universidad, así como en la Universidad de Cahors donde permaneció un año, en torno a 1522.
Durante su estancia en Toulouse fue ordenado sacerdote, regresando a Navarra en 1523, a pesar de las ofertas recibidas para permanecer en dicha universidad. En el viaje de vuelta, se detuvo en Roncesvalles, cuyo prior era en aquel momento Francisco de Navarra, donde tomó el hábito de la Orden de Canónigos regulares de san Agustín cuando contaba 30 años de edad. 

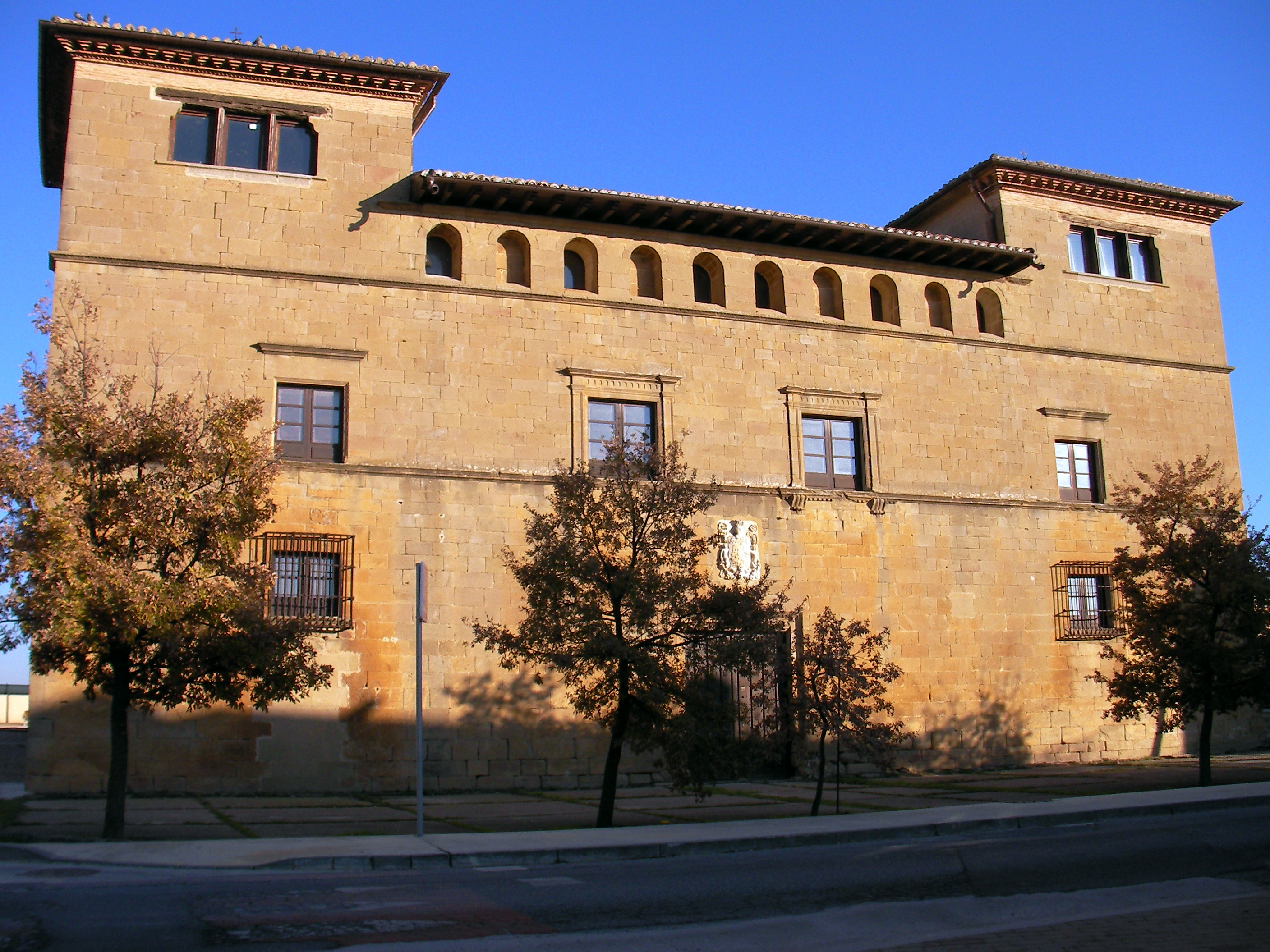
Casa natal de Martín de Azpilcueta en Barásoain, Navarra.

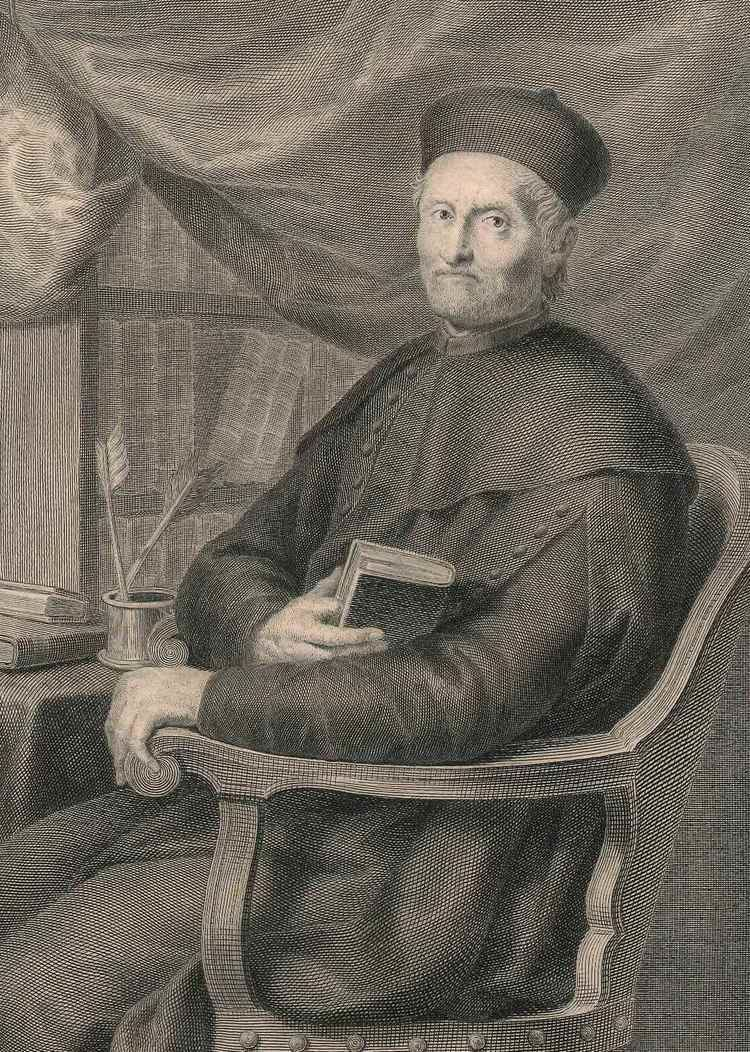
Retrato de Martín de Azpilcueta

En compañía del prior de Roncesvalles pasó a la Universidad de Salamanca en 1524. Estando en Salamanca, y aún antes de obtener en ella cátedra alguna, fue promovido por Carlos V a una plaza en el Consejo Real de Navarra y le concedió también una canonjía en la catedral de Pamplona, aunque rehusó ambos cargos. En Salamanca se vio obligado a doctorarse de nuevo en Cánones, pues esta universidad no aceptaba los grados obtenidos en otras.

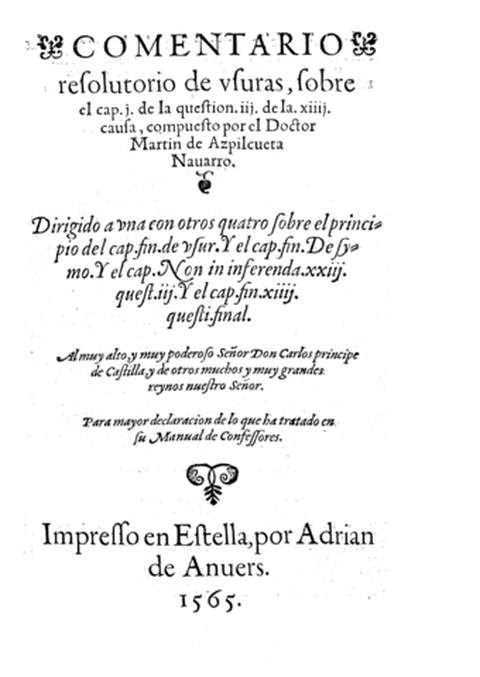
Comentario resolutorio de usuras, por "Martín de Azpilcueta Navarro", impreso en Estella, en 1565, por Adrián de Amberes

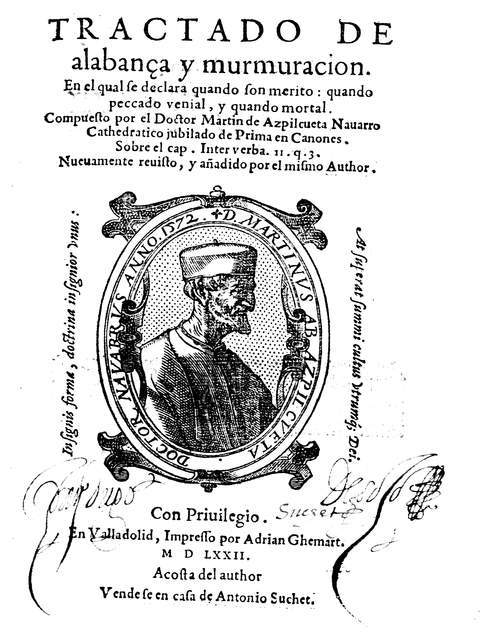
Tratado de alabanza y murmuración, por el "Doctor Martín de Azpilcueta Navarro", editado "a costa del autor", en Valladolid, en 1572

Fue catedrático en Salamanca durante catorce años, en el transcurso de los cuales asistió en cierta ocasión a escucharle el emperador Carlos V, ante el cual disertó acerca del origen democrático del poder. Formó discípulos, entre los que se cuentan Diego de Covarrubias (1512-1577), el jurisconsulto portugués Arias Pinelo, Francisco Sarmiento y Pedro de Deza (1526-1600).
Por orden del emperador, en 1538, pasó a la Universidad de Coímbra (Portugal), recién fundada por los monarcas portugueses. Una vez allí, el rey Juan III le concedió en 1538 la cátedra de Prima de Cánones y una renta anual de ochocientos cincuenta ducados, además de una chantría en la catedral de aquella ciudad. 
Durante su estancia en Coímbra, además de su actividad docente, ejerció influencia en la vida pública portuguesa como consejero y confesor de personalidades ilustres. Fue consultado acerca de diversos asuntos por los tribunales de la Inquisición y se le quiso dar un obispado, lo cual rehusó. Después de dieciséis años de docencia en aquella Universidad, en 1554, con 62 años, se jubiló en la Universidad de Coímbra.
En su viaje de regreso a Navarra, se detuvo en Valladolid, donde la princesa regente Juana le encargó la visita de dos monasterios. Uno de ellos era el de San Isidoro de León, que ya había visitado veinte años atrás. En esta ocasión se le encomendó dar solución a las diferencias que los religiosos del monasterio tenían con su abad, cumpliendo dicho cometido con gran prudencia.
Una vez en Navarra, fijó su residencia en su casa natal de Barásoain de 1556 a 1562 donde, de acuerdo con los usos de la época, se hizo cargo de tres sobrinas, hijas de dos hermanos suyos ya fallecidos, para concertar sus matrimonios, haciéndose cargo del pago de sus generosas dotes, que oscilaron entre los mil y mil quinientos ducados, siendo condición que se casasen «con mi consentimiento y pareçer».
En 1561 fue nombrado abogado defensor de Bartolomé de Carranza, también navarro, de Miranda de Arga, arzobispo de Toledo y primado de España desde 1557, acusado de herejía por la Inquisición y por ello encarcelado en 1559; en esta tarea se ocupó durante quince años, hasta que el papa Gregorio XIII pronunció en abril de 1576 la sentencia definitiva, parcialmente absolutoria para Carranza, ya que fue declarado vehementemente sospechoso de herejía. Agotado por la prisión y el enconado proceso, Bartolomé de Carranza murió a los pocos días. En 1567 el proceso se había trasladado de la Inquisición española a Roma lo que obligó a Azpilcueta, siguiendo a su defendido, a trasladarse a esta ciudad. Aquí fijó su residencia definitiva y pasó los últimos 19 años de su vida. Falleció a los 93 años, el 21 de junio de 1586.
Azpilcueta estuvo propuesto para ser elevado al cardenalato dos veces, pero lo impidió la oposición de Felipe II, que actuaba en Roma por mediación del cardenal Francisco Pacheco y del embajador Juan de Zúñiga.
Junto con el trabajo que requería la defensa del arzobispo de Toledo y la edición de sus obras, ingresó como consultor en el Supremo Tribunal de la Penitenciaría, a propuesta de Pío V y de Carlos Borromeo. Fue también muy estimado por los pontífices Gregorio XIII y Sixto V, quienes acudieron con frecuencia a Martín de Azpilcueta en busca de consejo. También mantuvo estrecha relación con san Carlos Borromeo y san Felipe Neri.
Según había estipulado en su testamento, otorgado el 7 de septiembre de 1582, fue sepultado en la iglesia de San Antonio de los Portugueses de Roma.. 
Fue tío del misionero jesuita Juan de Azpilcueta Navarro.

## Pensamiento

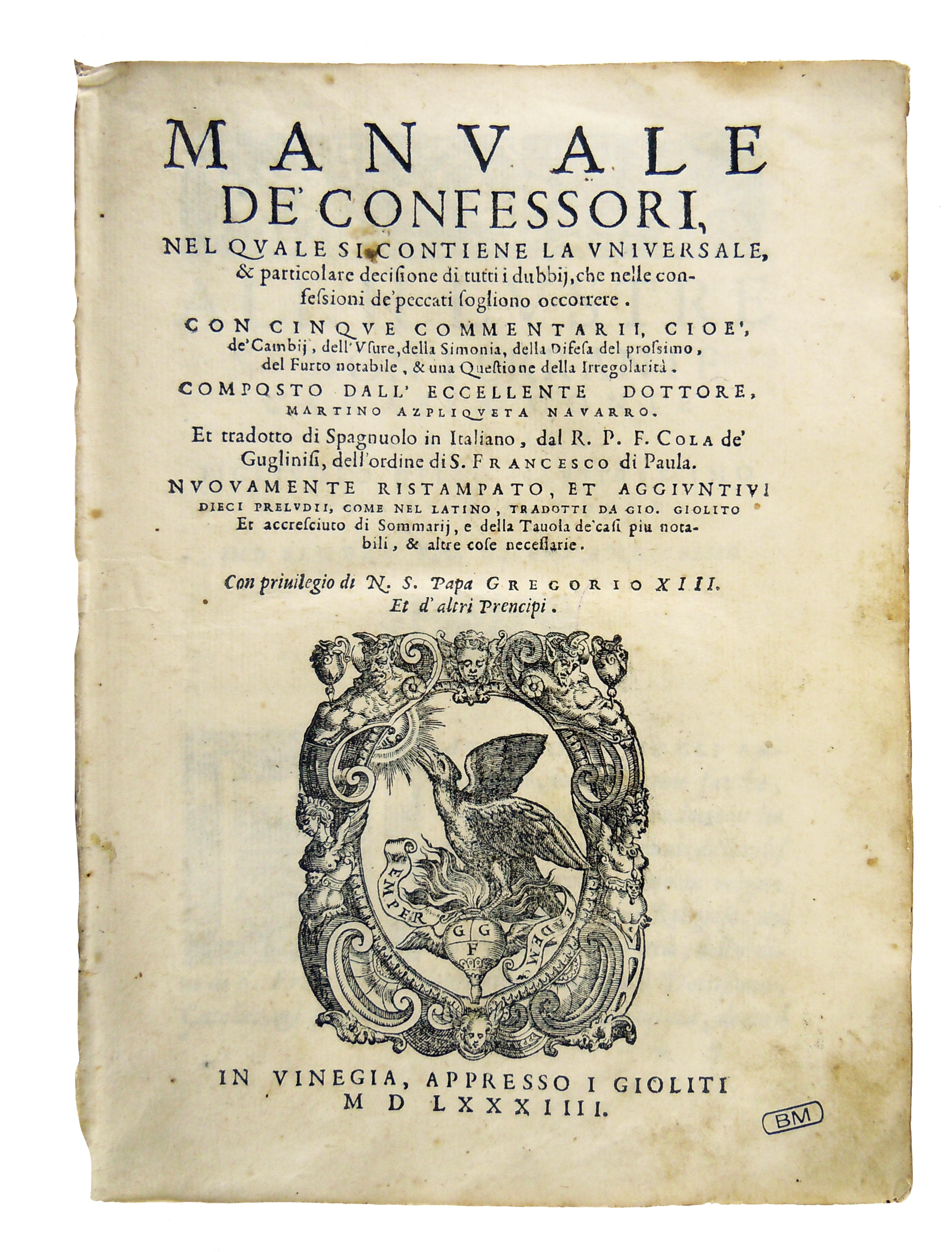
Manuale de Confessori, Venecia, 1584 (Milano, Fondazione Mansutti).

Como experto en Teología Moral, propugnó la supremacía del poder popular frente al absolutismo real, hizo hincapié en el Derecho de Gentes como embrión del Derecho Internacional y en la necesaria separación entre el del papado y de los reyes; al mismo tiempo proclamó la convivencia pacífica entre las monarquías cristianas, y denunció actitudes entre los estudiantes que en la actualidad serían tachadas de nacionalismo xenófobo; además se opuso a la tortura como herramienta del poder judicial y los abusos de la conquista de América.

El séptimo respecto que hace subir o bajar el dinero, que es de haber gran falta y necesidad o copia de él, vale más donde, o cuando hay gran falta dél (...) como por la experiencia se ve que en Francia, do hay menos dinero que en España, valen mucho menos el pan, vinos, paños, manos y trabajos de los hombres; y aun en España, el tiempo que había menos dinero, por mucho menos se daban las cosas vendibles, las manos y trabajos de los hombres, que después de las Indias descubiertas las cubrieron de oro y plata. La causa de lo cual es que el dinero vale más donde y cuando hay falta de él, que donde y cuando hay abundancia.
M. de Azpilcueta. Comentario resolutorio de cambios (1556)

Considerado a la vez como teólogo, jurisconsulto y economista. Autor de numerosos ensayos. Perteneció a la llamada Escuela de Salamanca junto con otros jesuitas, dominicos y franciscanos, muy anteriores a los fundadores de la Economía Clásica (el británico del siglo XVIII Adam Smith y sus seguidores, entre otros), que se tienen generalmente como iniciadores de la economía moderna, sin serlo.
Se ocupó de los efectos económicos de la llegada de metales preciosos de América, siendo el primer formulador de historia de la teoría cuantitativa del dinero; hizo notar la diferencia existente entre la capacidad adquisitiva del dinero en los distintos países según la abundancia o escasez de metales preciosos que hubiera en ellos. Define lo que se llamó la teoría del valor-escasez en los siguientes términos: «Toda mercancía se hace más cara cuando su demanda es más fuerte y su oferta escasea».
Reconoció que el dinero es una mercancía más y, como tal, tiene un valor y hay que pagarlo: El interés del préstamo.

## Obras
Sus obras más relevantes son:

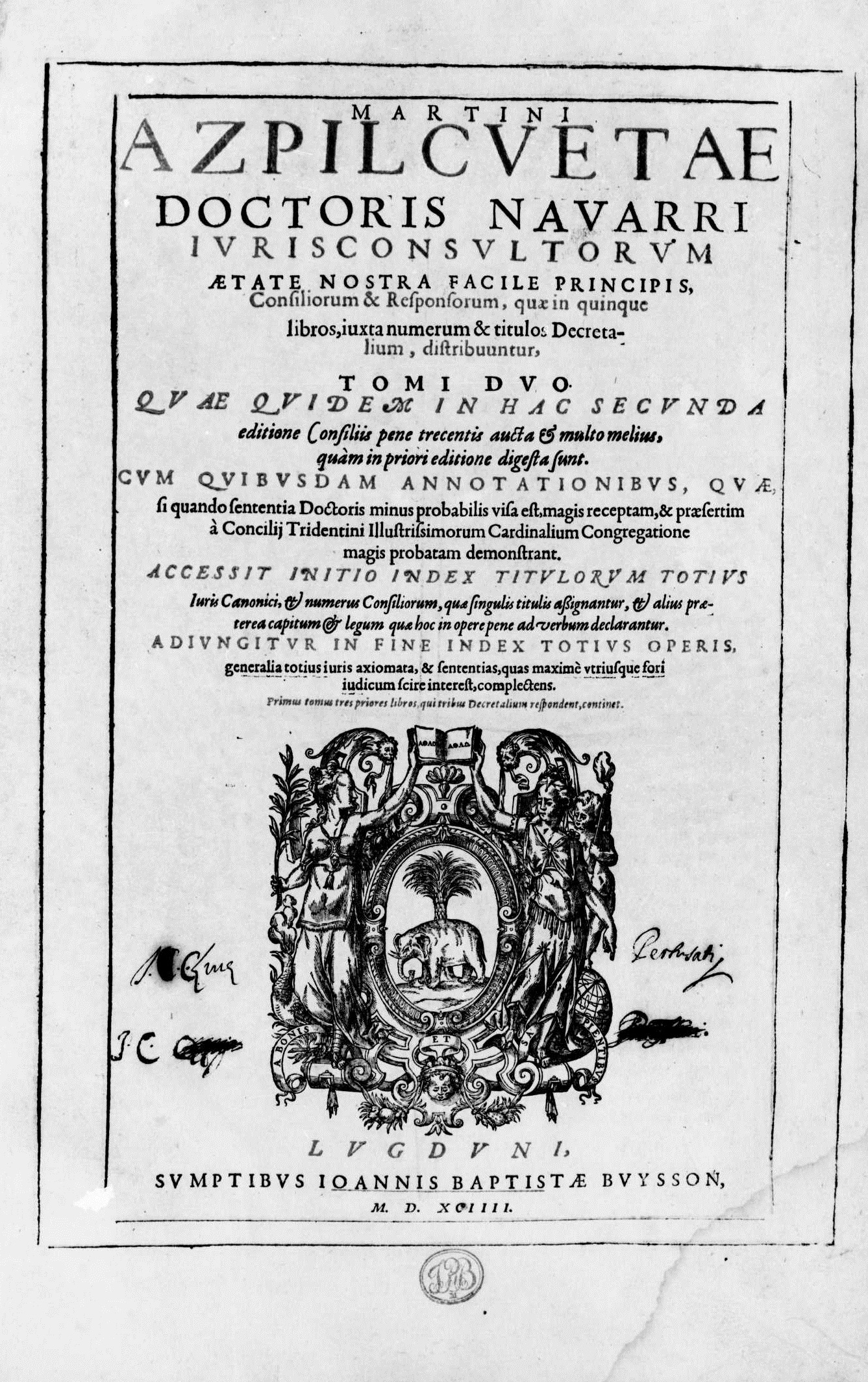
Consilia et responsa, Lyon, 1594

- Comentarii de Poenitentia, Coímbra, 1542.[9]
- Si quando de Rescriptis in causa propria. Coímbra, 1543.
- Comentario [...] sobre el capítulo Inter Verba, Coímbra, 1543.
- Relectio sive iterata praelectio [...] de resit. Spoliat, Coímbra, 1547.
- Relectio in cap. Novit [...] de iudicis, Coímbra, 1548.
- Commento o repetición del capítulo Quando de consecratione, Coímbra, 1550, Zaragoza, Pedro Bernuz, 1560.[10]
- Relectio cap. ita quorundam de Iudaeis, Coímbra, 1550.
- Relectio in Levitico, Coímbra, 1550.
- Manual de confesores y penitentes o Enchirindion confessariorum, edición portuguesa, Coímbra, 1550; edición en castellano, Salamanca,  1556; Pamplona, Adrián de Amberes, 1566;[11] 1566 edición latina, 1573. En 1577, después de 25 años de su aparición, encargó a la imprenta de Plantino, en Amberes, la edición de su Manual de Confesores, para la que estableció una tirada de tres mil ejemplares, pero el elevado coste de la misma le obligó a entregar un tercio de la tirada al impresor y mientras que él se hizo cargo de la comercialización del resto.[12]
- Cinco comentarios, Salamanca, 1556.
- Comentario resolutorio de usuras, Salamanca, 1556. Pamplona, Adrián de Amberes, 1565.[13]
- Repertorio sobre hurtos, Salamanca, 1556.
- Tratado sobre las rentas de los beneficios eclesiásticos, Valladolid, 1566.[14]
- Adiciones al Manual de confesores, 1569.
- Commentarii in tres De Poenitentia, 1569.
- Capítulo veyte y ocho de las adiciones del Manual de confesores, Valladolid, 1570.
- Respuesta [...] a De redditibus ecclesiasticis, 1571.
- Commentarius de spoliis clericorum, Roma, 1572.
- Tratado de alabanza y murmuración, Valladolid, 1572.[15]
- Commentarius [...] de religiones sine debito, Roma, 1574.
- Comentarius de silentio in divinis Officciis, 1580.
- Miscellanea centum de oratione,  praesertim de Psalterio et Rosario. Roma, 1586.
- Discurso del silencio que se deue guardar en los Diuinos Oficios, principalmente en el Coro, Salamanca, Pedro Lasso, 1588.[16]
- Commentaria [...] Gregorii IX, ca. 1595.
- Consiliorum sive Responsorum Roma, 1602.
- Enajenación de las Cosas Eclesiásticas.
- Comentario sobre los expolios de los clérigos.
- Cuatro Comentarios de Regulares.
- Capitulo Humanae Aures.
- Tractatus de Finibus Humanorum Actuum.
- Tratado de Penitencia,
- Tratado de Indulgencias y Jubileo,

Sus obras completas se publicaron en Venecia (1598) bajo el título de "Compendium horum omnium Navarri operum".

## Premio Martín de Azpilcueta
Desde el año 2004 el Gobierno de Navarra, a través del Instituto Navarro de Administración Pública, convoca anualmente el Premio Martín de Azpilcueta para trabajos de estudio e investigación sobre las Administraciones Públicas, el sector público de Navarra y el Derecho Civil Foral de Navarra.